# Kościół w Lunowie
Kościół w Lunowie (niem. Dorfkirche Lunow) – luterańska świątynia parafialna znajdująca się w niemieckiej gminie Lunow-Stolzenhagen, w dzielnicy Lunow.

## Historia
Kościół wzniesiono z kamienia polnego w II połowie XIII wieku, a w 1751 roku wzniesiono wieżę. Podczas przebudowy z 1848 roku wykonano nowe okna, ławki, emporę i organy. Świątynia została znacznie zniszczona podczas II wojny światowej, prowizorycznie odbudowano go w czasach Niemieckiej Republiki Demokratycznej. W końcu lat 90. miała miejsce restauracja kościoła.

## Architektura i wyposażenie
Do korpusu nawowego od wschodu dostawiona jest wieża. Po północnej stronie dawniej znajdowała się zakrystia, ślady jej obecności są do dziś widoczne na murach kościoła. Większość okien pochodzi z XIX wieku. Zachodni szczyt zdobią ceglane, późnogotyckie sterczyny. Wnętrze zdobi chrzcielnica datowana na rok 1585 oraz barokowy ołtarz główny z 1723 lub 1725 roku autorstwa Heinricha Bernharda Hattenkerella. 
9-głosowe organy wykonano ok. 1845 roku w warsztacie Lang & Dinse, w Lunowie zainstalowano je w 1848 roku. W 1917 roku piszczałki zarekwirowano na cele wojenne, w 1927 instrument wyremontowano. Podczas działań wojennych w 1945 roku utracono trzy rejestry, kolejna renowacja miała miejsce przed 1956 rokiem. W 1997 organy uszkodziła woda deszczowa, w 2010 zostały gruntownie wyremontowane przez organmistrza Christiana Schefflera z Sieversdorfu.